# Psalmen Davids (Opitz)
Die Psalmen Davids Nach den Frantzösischen Weisen gesetzt ist der Titel einer von Martin Opitz verfassten deutschen Nachdichtung aller 150 biblischen Psalmen in den Versmaßen und mit den Melodien des französischen Genfer Psalters. Opitz’ deutscher Psalter erschien 1637 in Danzig.

## Hintergrund und Vorläufer
Bei den Psalmen Davids des Martin Opitz handelt es sich um eine 1637 erschienene deutschsprachige Bearbeitung des berühmten französischen Genfer Psalters von Clément Marot und Théodore de Bèze aus dem Jahre 1562, einer Sammlung biblischer Psalmen in Gedichtform mit beigefügten Melodien. Im deutschsprachigen Raum reiht sich die Opitz’sche Bearbeitung in eine Reihe von Vorläufer-Texten ein: So stammt eine erste unvollständige Übersetzung von Paul Schede Melissus, welcher im Jahr 1572 die ersten 50 Psalmen des Genfer Psalters unter dem Titel Di Psalmen Davids Jn Teutische gesangreymen / nach Französischer melodeien unt sylben art / mit sönderlichem fleise gebracht vorlegte. Die erste vollständige deutsche Übertragung wurde von Ambrosius Lobwasser unternommen, der seinen Psalter deß Königlichen Propheten Davids / Jn deutsche reymen verstendiglich vnd deutlich gebracht / mit vorgehender anzeigung der reymen weise […] im Jahre 1573 veröffentlichte. 1588 brachte der pfälzische Freiherr Philipp d. J. von Winnenberg und Beilstein zudem seine Psalmen Des Königlichen Propheten Dauids auff die Frantzösischer Reimen vnd art gestelt in Speyer heraus. Von den drei genannten Vorläufer-Texten ist es insbesondere der Lobwasser-Psalter, der sich im deutschsprachigen Raum zügig als Gesangbuch der Reformierten etablierte und zwischen den Jahren 1573 bis 1637 mit mehr als 130 Auflagen sowie etlichen Nachdrucken große Erfolge verzeichnete. Opitz selbst bezieht sich in der Vorrede zu seinem Psalter explizit auf die drei deutschen Vorläufer und schreibt sich auf diese Weise in die Tradition der Rezeption des Genfer Psalters ein. Wie auch in weiteren Äußerungen und Texten ersichtlich wird, ist es insbesondere der erfolgreiche Ambrosius Lobwasser, den er als Konkurrenz auf dem Gebiet der Psalmendichtung wahrnimmt.

## Entstehung
Opitz arbeitete über ein Jahrzehnt an seiner Psalmenbearbeitung, wobei eine neulateinische Psalmenparaphrase des 79. Psalms in sapphischen Odenstrophen aus dem Jahre 1624 den Beginn der Auseinandersetzung mit dem Genfer Psalter markiert. In einer Widmung erwähnte der Schlesier anschließend 1626 erstmals seine Pläne einer allumfassenden Übersetzung des französischen Psalters. Es folgten eine Bearbeitung des 91. Psalms in einer lateinischen sowie einer deutschen Fassung in der Strophenform des 101. Psalms. In den 1630er Jahren beschäftigte sich Opitz schließlich weiterhin intensiv mit dem Genfer Psalter, sodass schrittweise fünf weitere Bearbeitungen des Werkes entstanden:
- Der sechste Psalm vertiret Auth. Mart. Opitio. In der Melody deß 77. Psalms: Zu Gott in dem Himmel droben., Thorn o. J. [1633?].
- Zehen Psalmen Davids (...) Aus dem eigentlichen Versdtande der Schrifft / auff anderer Psalmen vnd Gesänge gewöhnliche Weisen gesetzt Von Martin Opitzen, Breslau 1634.
- Der Achte / Drey vndt zwanzigste / Vier vndt Neunzigste / Hundert vier vndt zwanzigste [/] Hundert vndt Acht vndt zwanzigste Psalm / Auff anderer Psalmen gewöhnliche weisen gesetzt von Martin Opitzen, o. O. [Breslau] o. J. [1635].
- Sechs Psalmen Auff anderer Psalmen gewöhnliche weisen gesetzt. Von Martin Opitzen, o. O. [Breslau] o. J. [1635].
- Zwölff Palmen Davids Auff jhre eigene vndt anderer gewönliche weisen gesetzt Von Martin Opitzen, Breslau o. J. [1636 oder 1637].[10]

Den Schlusspunkt der Bemühungen bildete der im Jahre 1637 veröffentlichte Psalter, den Opitz unter dem Titel Die Psalmen Davids Nach den Frantzösischen Weisen gesetzt in Danzig vorlegte. Das Buch wurde durch eine Widmung an die Herzöge Johann Christian und Georg Rudolf von Liegnitz und Brieg eröffnet und beinhaltete die 150 übersetzten und bearbeiteten Psalmen nach französischer Vorlage. Qualitativ lässt sich der deutsche Opitz-Psalter auf eine Stufe mit dem romanischen Vorbild stellen.

## Zielsetzungen und Neuerungen des Opitz-Psalters
Mit seinen Psalmen Davids verfolgte Opitz zunächst sprachlich-stilistische beziehungsweise nationalkulturelle Ziele: Wie auch die übrigen Opitz-Texte sollte die Neuübertragung des Psalters sich an den Dichtungsregeln der Opitz’schen Poetik, dem einflussreichen Buch von der Deutschen Poeterey, orientieren. Eine zentrale Neuerung besteht vor diesem Hintergrund beispielsweise in der konsequenten Verwendung eines alternierenden Versmaßes. Im Kontrast zum noch bei Ambrosius Lobwasser angestrebten romanischen Formideal der Silbenzählung verhilft die Alternation der Verse dem Opitz-Psalter zu einem hohen Maß an sprachlich-stilistischer Eleganz, da die deutsche Wortabfolge auf natürliche Art und Weise abgebildet und nicht zugunsten verssymmetrischer Ansprüche aufgelöst werden muss. Der rhetorischen Tradition der imitatio, aemulatio und superatio folgend gelingt es Opitz, eine moderne deutsche Version der Psalmen Davids vorzulegen, die zeitgenössischen europäischen Standards entspricht.
Auf inhaltlicher Ebene ist insbesondere der transkonfessionelle Charakter des Textes als zentrale Neuerung hervorzuheben. Im Kontext der Konfessionskriege des 16. und 17. Jahrhunderts ist es Opitz ein Anliegen, zur Entkonfessionalisierung des Psalters beizutragen und eine überkonfessionelle Rezeption des Werkes zu ermöglichen. Wie der Vorrede zum Psalter zu entnehmen ist, möchte Opitz sich eng an das hebräische Original halten und lieber „in den fußstapffen des Textes“ bleiben, als Partei für eine der christlichen Konfessionen zu ergreifen. Weitere humanistisch-irenische Maßnahmen bestehen darin, die noch im Genfer Psalter geläufigen theologischen Einführungen sowie Schlussgebete zu den einzelnen Psalmen zu tilgen.

## Rezeption
Unter den Zeitgenossen Opitz’ wurde die hohe sprachlich-stilistische Qualität der Psalmen Davids durchaus erkannt, sodass es an Stimmen für eine flächendeckende Einführung des neuen Psalters nicht fehlte. Positive Äußerungen stammen beispielsweise vom Schlesier Wencel Scherffer von Scherffenstein in einem dem Opitzpsalter vorangestellten Empfehlungsgedicht: „Hier wirdt kein Reimen-zwang/ kein unteutsch wort gefunden.“ Die feste Etablierung des Lobwasser-Psalters innerhalb der reformierten Gemeinden sowie die Brisanz der Vorstellung eines überkonfessionellen Gesangbuches verhinderten letzten Endes jedoch eine breitere Rezeption der Opitz’schen Neubearbeitung. Die Aufnahme einiger Opitz-Psalmen in andere Gesangbücher lässt sich jedoch nachverfolgen: So wurden auf katholischer Seite gut 20 Lieder (namentlich Ps.6, 16, 19, 23, 25, 32, 33, 38, 42, 43, 46, 51, 84, 91, 102, 103, 116, 128, 130, 143) in das 1666 vom Landgraf Ernst von Hessen-Rheinfels herausgegebene katholische Rheinfelsische Gesangsbuch aufgenommen, dem jedoch langfristig kein Erfolg vergönnt war. Im 17. bzw. 18. Jahrhundert erfolgte zudem die Aufnahme von elf Opitz-Psalmen (Ps. 5, 6, 8, 22, 23, 39, 42, 77, 79, 86, 130) in lutherische Gesangbücher. Obwohl der Opitz-Psalter anschließend zunehmend in Vergessenheit geriet, konnte im Jahre 2004 im Rahmen eines Projekts zum Wirken des Genfer Psalters in Europa ein Nachdruck der Psalmen Davids veröffentlicht werden, der diese wieder verstärkt in den Blick der Literaturwissenschaft rückte.

## Psalm 134
Psalm 134 in den Nachdichtungen von Ambrosius Lobwasser (1576), Martin Opitz (1637) und Matthias Jorissen (1798), alle mit der Genfer Melodie zum 134. Psalm:

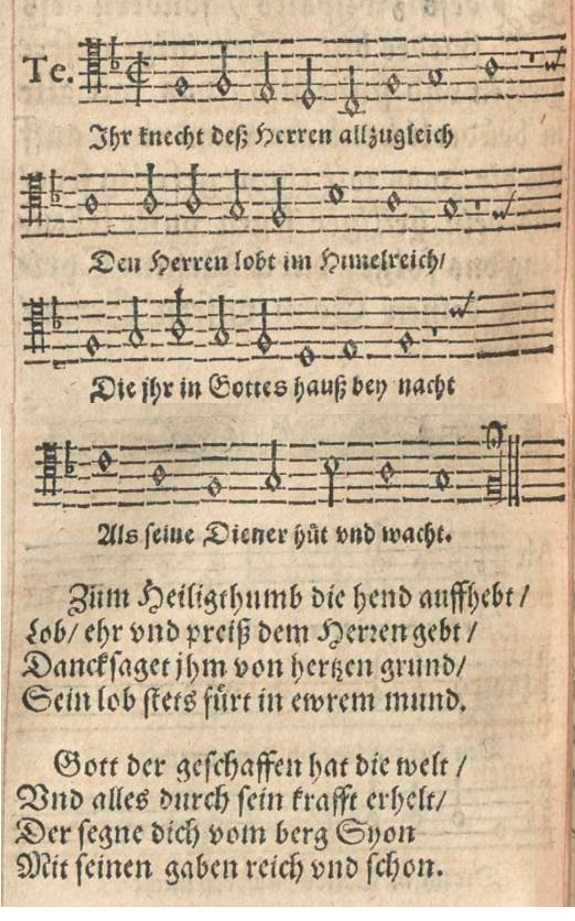
Lobwasser
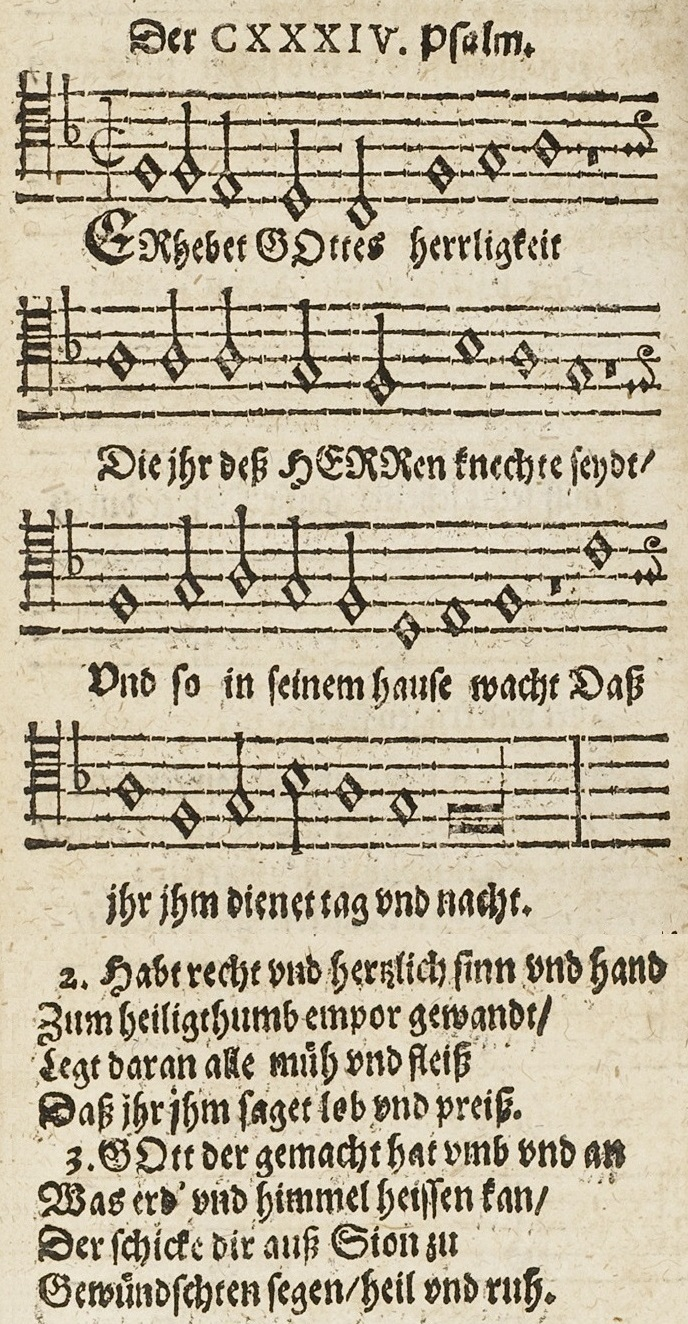
Opitz
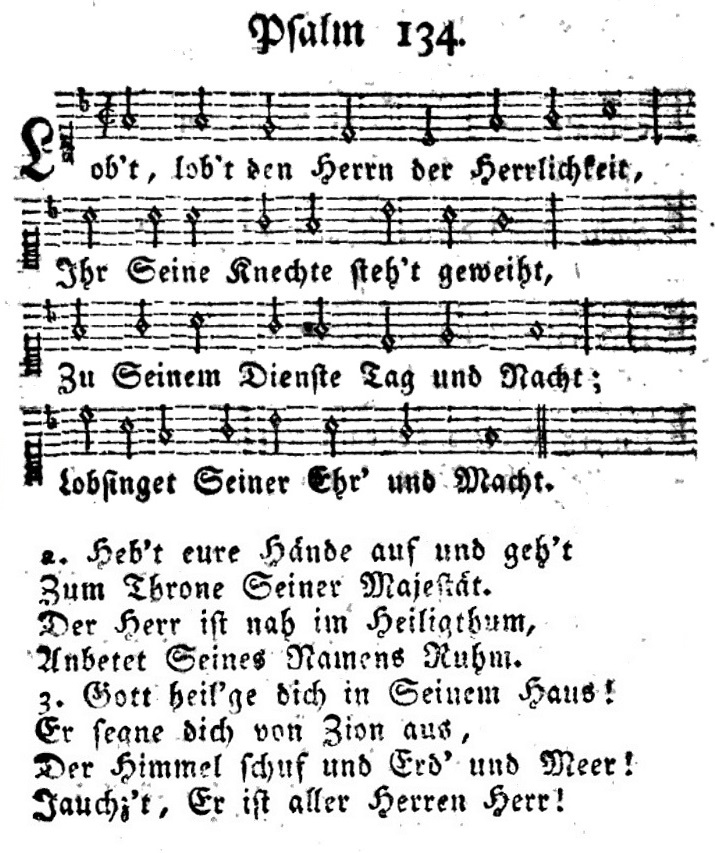
Jorissen

## Ausgaben
- Die Psalmen Davids Nach den Frantzösischen Weisen gesetzt. Hrsg. von Eckhard Grunewald und Henning P. Jürgens. Nachdr. der Ausg. Danzig 1637. Hildesheim 2004. ISBN 978-3-487-12526-8.
- Die Psalmen Davids vnd Episteln Der Sontage vnd Fürnembsten Feste deß gantzen Jahrs / Beydes auff vnd nach den Frantzösischen Psalmen-weisen gesetzt und verfast. Danzig 1639 (online)

## Belege
1. ↑  Vgl. Eckhard Grunewald, Henning P. Jürgens: Nachwort. In: Martin Opitz: Die Psalmen Davids nach den frantzösischen Weisen gesetzt. Nachdruck der Ausgabe Danzig 1637. Hrsg. von Eckhard Grunewald / Henning P. Jürgens. Hildesheim u. a. 2004, S. 2*f.
2. ↑  Vgl. Grunewald/Jürgens: Nachwort, S. 2*f.
3. ↑  Vgl. Grunewald/Jürgens: Nachwort, S. 1*f.
4. ↑  Vgl. Vorrede. In: Martin Opitz: Die Psalmen Davids nach den frantzösischen Weisen gesetzt. Nachdruck der Ausgabe Danzig 1637. Hrsg. von Eckhard Grunewald / Henning P. Jürgens. Hildesheim u. a. 2004, Fol. *6r.
5. ↑  Vgl. Opitz: Vorrede, Fol. *6r.
6. ↑  Vgl. Jörg-Ulrich Fechner: Martin Opitz und der Genfer Psalter. In: Der Genfer Psalter und seine Rezeption in Deutschland, der Schweiz und den Niederlanden: 16.-18. Jahrhundert. Hrsg. von Eckhard Grunewald. Tübingen 2004 (Frühe Neuzeit, Bd. 97), S. 295–316, S. 297.
7. ↑  Die Widmung steht in Die Klage-Lieder Jeremia; Poetisch gesetzt Durch Martin Opitzen; sampt noch anderen seinen newen gedichten. (Zu Görlitz im Marggraffthumb Ober-Lausitzz / druckts Johann Rhambaw / Im Jahr M.DC.XXVI).
8. ↑  Vgl. Fechner: Martin Opitz und der Genfer Psalter, S. 297f.
9. ↑  Eckhard Grunewald: „Keiner unser spraach’ ist mächtiger gewesen.“ Martin Opitz als Übersetzer des Genfer Psalters. In: Śla̜ska republika uczonych. Schlesische Gelehrtenrepublik. Bd. 2. Hg. von Marek Hałub. Wrocław 2006, S. 96–114, S. 100.
10. ↑  Zitiert nach: Grunewald: „Keiner unser spraach’ ist mächtiger gewesen.“, S. 101.
11. ↑  Vgl. Bach/Galle: Deutsche Psalmendichtung vom 16. bis zum 20. Jahrhundert, S. 158.
12. ↑  Vgl. Grunewald: „Keiner unser spraach’ ist mächtiger gewesen“, S. 96.
13. ↑  Vgl. Grunewald/Jürgens: Nachwort, S. 3*.
14. ↑  Vgl. Grunewald: „Keiner unser spraach’ ist mächtiger gewesen“, S. 108.
15. ↑  Opitz: Vorrede, Fol. *4r.
16. ↑  Vgl. Grunewald: „Keiner unser spraach’ ist mächtiger gewesen“, S. 111.
17. ↑  Vgl. Grunewald: „Keiner unser spraach’ ist mächtiger gewesen“, S. 111.
18. ↑  Druckfassung 1639
19. ↑  Vgl. Grunewald: „Keiner unser spraach’ ist mächtiger gewesen“, S. 111.
20. ↑  Vgl. Grunewald: „Keiner unser spraach’ ist mächtiger gewesen“, S. 111.
21. ↑  Vgl. Grunewald/Jürgens: Nachwort, S. 9*.
22. ↑  vgl. Evangelisches Gesangbuch 300